# Harzberg (Lügde)
Harzberg gehört zu den zehn Ortsteilen der Stadt Lügde im Kreis Lippe in Nordrhein-Westfalen.

## Lage
Das rund 1,053 km² große Harzberg liegt auf einer Höhe von 116 m ü. NHN und rund drei Kilometer südwestlich der Kernstadt Lügde.

## Geschichte
Harzberg wurde erstmals 1447 urkundlich erwähnt. In diesem Jahr nahm Edelherr Bernhard  zur Lippe gemeinsam mit Graf Moritz von Pyrmont eine Grenzbesichtigung vor. Im überlieferten Protokoll dieser Aktion wird Harzberg mit Hartkeberg bezeichnet.
Im Laufe der Jahrhunderte sind folgende Schreibweisen ebenfalls belegt: Hardekeburg (1447), Hartekeberg (1463), Harteberg (1537), Hartesberg (1592) und Hartzberg (1744 und 1758) sowie die beiden westfälischen Mundartversionen Hotzebarre und Hotzeberg.
Der Ort gehörte bis zu den Napoleonischen Kriegen zum Amt Lügde im Hochstift Paderborn. Im Königreich Westphalen bildete Harzberg von 1807 bis 1813 eine Gemeinde im Kanton Lügde des Distrikts Höxter im Departement der Fulda und fiel dann an Preußen. 1816 kam die Gemeinde zum neuen Kreis Brakel und 1832 zum Kreis Höxter. Seit 1843 bildete die Gemeinde das Amt Harzberg, dass aber nur formal bestand und immer von der Stadt Lügde mitverwaltet wurde.
Im Jahr 1912 bekam die Gemeinde ein Schulgebäude, das überwiegend privat finanziert wurde. Es gab in dieser Zeit zwei Schulklassen von je 12 bis 15 Kindern, die nach ihrer Konfession getrennt waren. 1932 wurde die Trennung aufgehoben, um ein Lehrergehalt zu sparen. Ab 1946 besuchten die Schulkinder aus Harzberg die Lügder Schule, und die Harzberger Schule wurde geschlossen. Hier finden heute gelegentlich Gottesdienste der evangelischen oder katholischen Kirche statt. 1952 wurde vom Bauern Steinmeier ein privates Grundstück zur Anlage eines Gemeindefriedhofs gestiftet, der von der Ortsgemeinschaft gepflegt wird.
Wie alle preußischen Einzelgemeindeämter wurde das Amt Harzberg 1934 aufgehoben, wodurch Harzberg zu einer amtsfreien Gemeinde wurde. Am 1. Januar 1951 wurde schließlich aus der Stadt Lügde und der Gemeinde Harzberg ein neues Amt Lügde gebildet, das die gesamte damalige Exklave des Kreises Höxter umfasste.
Im Rahmen der Kommunalreform wurde Harzberg am 1. Januar 1970 durch §7 Detmold-Gesetz in die Stadt Lügde eingemeindet, die gleichzeitig aus dem Kreis Höxter in den Kreis Detmold wechselte.

## Einwohnerentwicklung
Die Einwohnerzahl des Ortes hat sich über Jahrhunderte kaum verändert. Ursache ist die ausschließlich landwirtschaftliche Struktur Harzbergs, die kein Bevölkerungswachstum zuließ.
Am 31. Dezember 2008 hatte Harzberg 82 Einwohner.

## Politik
Die Ortsbürgermeisterin ist Monique Henn.

## Bildung
In Harzberg gibt es eine Grundschule, die private Alternativschule Bildungsschule Harzberg von Falko Peschel.

## Sehenswürdigkeiten

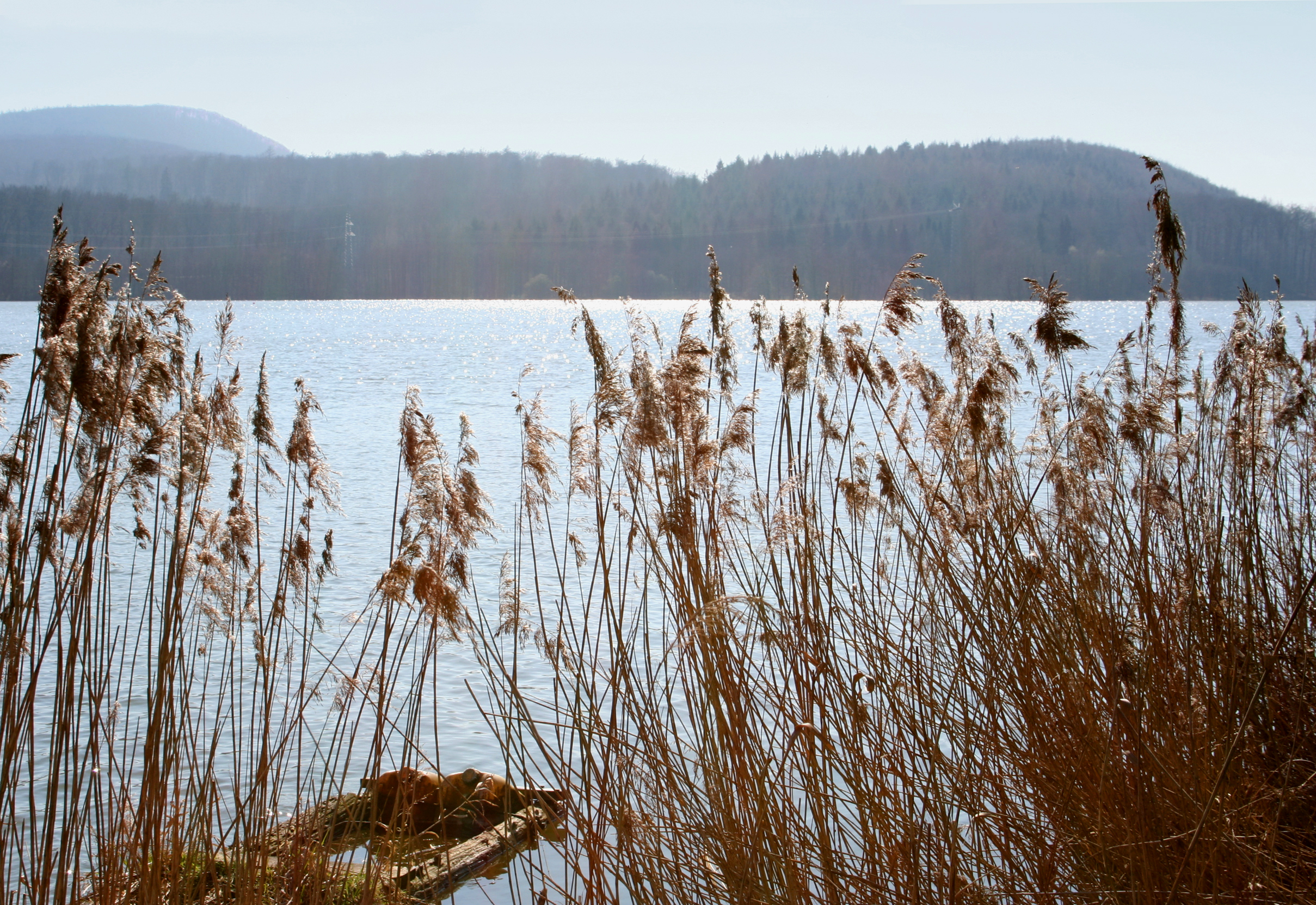
Emmerstausee bei Harzberg

In der Nähe Harzbergs liegt der Schiedersee, ein Stausee der Emmer, zwischen Harzberg und Schieder-Schwalenberg mit der Freizeitanlage SchiederSee.